# Bacteria brasiliensis
Bacteria brasiliensis är en insektsart som först beskrevs av Brunner von Wattenwyl 1907.  Bacteria brasiliensis ingår i släktet Bacteria och familjen Diapheromeridae. Inga underarter finns listade.